# 堀憲郎
堀 憲郎（ほり けんろう、1952年〈昭和27年〉7月12日 - ）は、日本の歯科医師。堀歯科医院院長。日本歯科医師会会長、同常務理事、新潟県歯科医師会常務理事などを歴任。

## 来歴
1952年（昭和27年）7月12日、新潟県長岡市に出生。父も歯科医師で幼少期は父に虫歯を治療してもらうこともあった。その後、新潟県立長岡高等学校を経て、1979年（昭和54年）3月、日本歯科大学を卒業。卒業後、1982年に堀歯科医院の院長に就任、歯科医院経営の傍ら職能団体の役員などを務め、長岡市歯科医師会理事、新潟県歯科医師会社会保険委員、同理事、同常務理事、同顧問、新潟県支払基金審査委員、新潟県地方医療協議会委員、日本歯科医師会理事、同常務理事、中央社会保険医療協議会委員、社会保障審議会医療保険部会委員などを歴任。
2015年（平成27年）12月24日、日本歯科医師会会長予備選挙において次期会長に内定。会長選挙では改革を求める会員の要請を受け、地域にシフトする医療政策や超高齢社会における歯科医療の対応などを公約に掲げた。翌2016年（平成28年）3月11日、日本歯科医師会会長に就任。
2020年（令和2年）には歯科が少子高齢化の中で担う役割と責任を宣言した「2040年を見据えた歯科ビジョン」を策定。新型コロナウイルス感染症の世界的流行に際しては、日本歯科医師会会長として厚生労働省から歯科医師による新型コロナウイルス感染症のワクチン接種の協力要請を受けたことを公表し、違法性の阻却が担保されれば全面協力をする考えを示した。2021年5月18日、菅義偉首相と面会し、再度協力を要請され、面会後、堀は記者会見で14県の約20地域の医師会から協力を要請されたことや歯科医師がワクチン接種を行うためのオンライン研修システムが同日から利用可能になると説明した。その後、歯科医師によるワクチン接種が開始され、同年10月末までに延べ2万8000人以上の歯科医師が参加し、160万回以上のワクチン接種に携わった。
2023年（令和5年）6月16日、日本歯科医師会会長を退任。
2024年（令和6年）11月、旭日重光章を受章。